# Симони, Эдвард
Эдвард Симони (пол. и нем. Edward Simoni), урождённый Эдвард Крок (пол. Edward Krok; род. 7 августа 1959, Бытом, Силезское воеводство, Польша) — польско-немецкий панфлейтист, клавишник, гитарист и композитор. В детстве Эдвард посещал уроки игры на виолончели, позже обучился игре на фортепиано и флейте. Эти два инструмента стали основными предметами его обучения в консерватории польского города Каттовиц, но знаменитым его сделала панфлейта.

## Дискография
- 1990 — Pan-Träume
- 1991 — Festliches Panflöten-Konzert
- 1992 — Pan-Romanze
- 1993 — Pan-Phantasien
- 1994 — Frieden für alle auf der Welt
- 1995 — Seine größten Panflöten-Hits
- 1996 — Je t’aime
- 1997 — Magie der Ferne
- 1998 — Pan-Magie
- 1998 — Lieder zum Träumen
- 1999 — Eine ferne Melodie
- 2000 — Jenny, kleine Jenny
- 2001 — Feuertänzer
- 2001 — Die Zauberwelt der Panflöte
- 2003 — Wie ein Flügelschlag
- 2003 — Pan-Serenade
- 2004 — Schwerelos geborgen (mit Alexis)
- 2005 — Pan-Welthits
- 2007 — Das Beste
- 2010 — All The Best — For You

## Золотые и платиновые диски
- Pan-Träume — Золото 1991
- Festliches Panflöten-Konzert — Золото 1992
- Pan-Träume — Платина 1992